# Drepanocentron birghu
Drepanocentron birghu är en nattsländeart som beskrevs av Schmid 1982. Drepanocentron birghu ingår i släktet Drepanocentron och familjen Xiphocentronidae. Inga underarter finns listade i Catalogue of Life.